# (523629) 2008 SP266
(523629) 2008 SP266 est un objet transneptunien de la famille des cubewanos. 

## Caractéristiques
(523629) 2008 SP266 mesure environ 304 km de diamètre, ce qui pourrait le qualifier comme un candidat au statut de planète naine.